# Закон Старджона

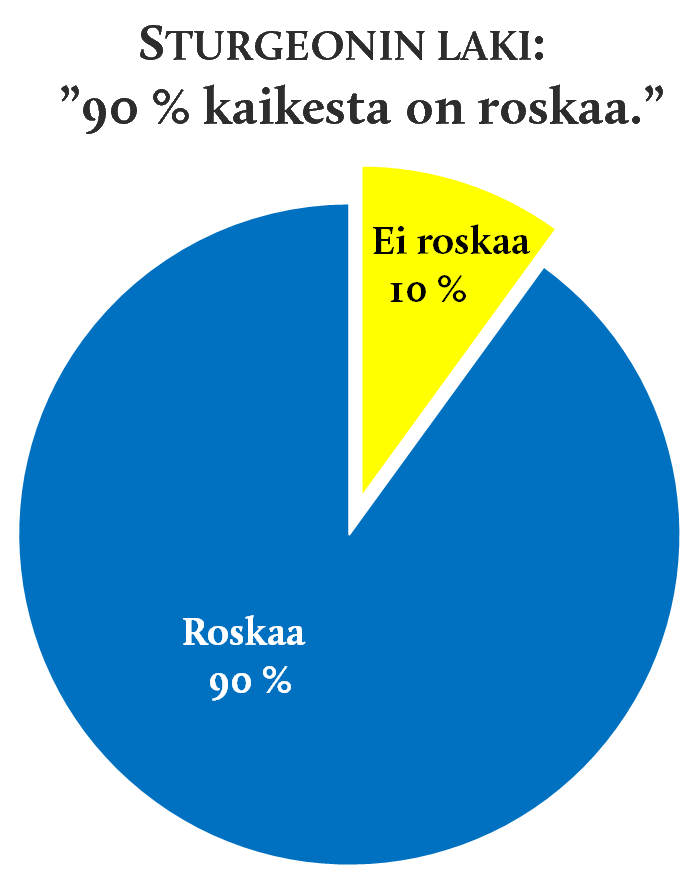
График, иллюстрирующий закон Старджена: «Хлам — 90 %; Никакого хлама — 10 %».

Закон Старджона (англ. Sturgeon's Law) — афористичное утверждение «Ничто не может всегда идти правильно» (вариант: «Всё иногда идёт не так, как хотелось бы») (англ. «Nothing is always absolutely so»), высказанное писателем-фантастом Теодором Старджоном в фантастическом рассказе «The Claustrophile».

## Откровение Старджона
«Законом Старджона» часто также называют так называемое «Откровение Старджона» (Sturgeon’s Revelation): «90 процентов чего угодно — ерунда» («Ninety percent of everything is crud», «Ninety percent of everything is crap»).

### Версии происхождения
Известно две версии происхождения «Откровения Старджона».
1. Согласно первой, «Откровение» было впервые сформулировано в статье Старджона, опубликованной в мартовском номере журнала «Venture Science Fiction» за 1958 год, где было сказано, в частности, что по утверждениям противников фантастики, «90 % фантастики — полная чушь»[3].
2. Согласно второй версии, «Откровение» было сформулировано Старджоном во время публичной дискуссии с неким профессором литературы, который зачитал несколько выдержек из фантастических произведений и заключил, что 90 % фантастики — это полная чушь, на что Старджон возразил, что 90 % чего угодно — полная чушь, а научная фантастика подчиняется тем же закономерностям, что и другие жанры[4].